# Rihannas diskografi
Detta är en diskografi för den barbadiska sångerskan Rihanna.

## Album

### Studioalbum
| Titel                                                                               | Albumfakta                                                                              | Högsta positioner | Högsta positioner | Högsta positioner | Högsta positioner | Högsta positioner | Högsta positioner | Högsta positioner | Högsta positioner | Högsta positioner | Högsta positioner | Försäljning                                                        | Certifikat |
| Titel                                                                               | Albumfakta                                                                              | AUS               | BEL (FL)          | CAN               | FRA               | GER               | IRL               | NZ                | SWI               | UK                | US                | Försäljning                                                        | Certifikat |
| ----------------------------------------------------------------------------------- | --------------------------------------------------------------------------------------- | ----------------- | ----------------- | ----------------- | ----------------- | ----------------- | ----------------- | ----------------- | ----------------- | ----------------- | ----------------- | ------------------------------------------------------------------ | --- |
| Music of the Sun                                                                    | - Släppt: 29 augusti 2005 (US) - Skivbolag: Def Jam - Format: CD, LP, digital download  | —                 | —                 | 7                 | 93                | 31                | 12                | 26                | 38                | 35                | 10                | - UK: 142 792 - US: 607 000 - Totalt: 1 000 000                    | - BPI: Guld - MC: Platina - RIAA: Guld |
| A Girl like Me                                                                      | - Släppt: 10 april 2006 (US) - Skivbolag: Def Jam - Format: CD, LP, digital download    | 9                 | 10                | 1                 | 18                | 13                | 5                 | 7                 | 6                 | 5                 | 5                 | - UK: 587 308 - US: 1 330 000 - Totalt: 3 000 000                  | - ARIA: Platina - BPI: Platina - BVMI: Guld - IFPI: Platina - IRMA: 2× Platina - MC: 2× Platina - RIAA: Platina                                                                             |
| Good Girl Gone Bad                                                                  | - Släppt: 31 maj 2007 (US) - Skivbolag: Def Jam - Format: CD, LP, digital download      | 2                 | 9                 | 1                 | 8                 | 4                 | 1                 | 4                 | 1                 | 1                 | 2                 | - UK: 1 850 000 - US: 2 800 000 - Totalt: 7 000 000                | - ARIA: 3× Platina - BEA: 2× Platina - BPI: 5× Platina - BVMI: 2× Platina - IFPI: 3× Platina - IFPI SWI: 3× Platina - IRMA: 3× Platina - MC: 5× Platina - RIAA: 2× Platina - RIANZ: Platina |
| Rated R                                                                             | - Släppt: 20 november 2009 (US) - Skivbolag: Def Jam - Format: CD, LP, digital download | 12                | 16                | 5                 | 10                | 4                 | 7                 | 14                | 1                 | 9                 | 4                 | - UK: 656 527 - US: 1 017 000 - Totalt: 3 000 000                  | - ARIA: Platina - BEA: Guld - BPI: 2× Platina - BVMI: Guld - IFPI: Platina - IFPI SWI: Platina - IRMA: Platina - MC: Platina - RIAA: Platina - SNEP: Platina                                |
| Loud                                                                                | - Släppt: 16 november 2010 (US) - Skivbolag: Def Jam - Format: CD, LP, digital download | 2                 | 3                 | 1                 | 3                 | 2                 | 1                 | 4                 | 1                 | 1                 | 3                 | - FRA: 355 000 - UK: 1 800 000 - US: 1 700 000 - Totalt: 5 700 000 | - ARIA: 2× Platina - BEA: Platina - BPI: 6× Platina - BVMI: 3× Guld - IFPI: 3× Platina - IFPI SWI: 2× Platina - IRMA: 5× Platina - MC: 3× Platina - RIAA: Platina - RIANZ: Platina          |
| Talk That Talk                                                                      | - Släppt: 21 november 2011 (US) - Skivbolag: Def Jam - Format: CD, LP, digital download | 5                 | 3                 | 3                 | 2                 | 3                 | 2                 | 1                 | 1                 | 1                 | 3                 | - FRA: 200 000 - UK: 1 000 000 - US: 1 015 000 - Totalt: 4 500 000 | - ARIA: Platina - BEA: Guld - BPI: 2× Platina - BVMI: Guld - IFPI: Platina - IFPI SWI: Platina - IRMA: 3× Platina - RIAA: Platina - RIANZ: Platina                                          |
| Unapologetic                                                                        | - Släppt: 19 november 2012 (US) - Skivbolag: Def Jam - Format: CD, LP, digital download | 8                 | 2                 | 1                 | 3                 | 3                 | 1                 | 5                 | 1                 | 1                 | 1                 | - FRA: 240 000 - UK: 635 000 - US: 1 000 000 - Totalt: 3 000 000   | - ARIA: Guld - BEA: Guld - BPI: Platina - BVMI: Guld - IRMA: 2× Platina - MC: Platina - RIAA: Platina - RIANZ: Guld                                                                         |
| "—" betecknar en inspelning som ej har kartlagts eller släppts till ett visst land. |                                                                                         |                   |                   |                   |                   |                   |                   |                   |                   |                   |                   |                                                                    | |

### Samlingsalbum
| Titel                                                                               | Albumfakta                                                                | Högsta positioner | Högsta positioner |
| Titel                                                                               | Albumfakta                                                                | FRA               | US R&B            |
| ----------------------------------------------------------------------------------- | ------------------------------------------------------------------------- | ----------------- | ----------------- |
| 3 CD Collector's Set                                                                | - Släppt: 15 december 2009 (US) - Skivbolag: Def Jam - Format: CD         | —                 | 80                |
| Coffret 4 CD                                                                        | - Släppt: 17 oktober 2011 (FRA) - Skivbolag: Def Jam - Format: CD box set | 55                | —                 |
| "—" betecknar en inspelning som ej har kartlagts eller släppts till ett visst land. |                                                                           |                   |                   |

### Remixalbum
| Titel                                                                               | Albumfakta                                                                         | Högsta positioner | Högsta positioner | Högsta positioner | Högsta positioner |
| Titel                                                                               | Albumfakta                                                                         | GRC               | US                | US Dance          | US R&B            |
| ----------------------------------------------------------------------------------- | ---------------------------------------------------------------------------------- | ----------------- | ----------------- | ----------------- | ----------------- |
| Good Girl Gone Bad: The Remixes                                                     | - Släppt: 27 januari 2009 (US) - Skivbolag: Def Jam - Format: CD, digital download | —                 | 106               | 4                 | 59                |
| Rated R: Remixed                                                                    | - Släppt: 25 maj 2010 (US) - Skivbolag: Def Jam - Format: CD, digital download     | 4                 | 158               | 6                 | 33                |
| "—" betecknar en inspelning som ej har kartlagts eller släppts till ett visst land. |                                                                                    |                   |                   |                   |                   |

## Singlar
| Titel                                                                               | År   | Högsta positioner | Högsta positioner | Högsta positioner | Högsta positioner | Högsta positioner | Högsta positioner | Högsta positioner | Högsta positioner | Högsta positioner | Högsta positioner | Certifikat | Album                        |
| Titel                                                                               | År   | AUS               | BEL (FL)          | CAN               | FRA               | GER               | IRL               | NZ                | SWI               | UK                | US                | Certifikat | Album                        |
| ----------------------------------------------------------------------------------- | ---- | ----------------- | ----------------- | ----------------- | ----------------- | ----------------- | ----------------- | ----------------- | ----------------- | ----------------- | ----------------- | --- | ---------------------------- |
| "Pon de Replay"                                                                     | 2005 | 6                 | 5                 | 3                 | 18                | 6                 | 2                 | 1                 | 3                 | 2                 | 2                 | - ARIA: Platina - BPI: Platina - RIAA: 2× Platina - RIANZ: Guld                                                                              | Music of the Sun             |
| "If It's Lovin' that You Want"                                                      | 2005 | 9                 | 25                | —                 | —                 | 25                | 8                 | 9                 | 19                | 11                | 36                | | Music of the Sun             |
| "SOS"                                                                               | 2006 | 1                 | 2                 | 1                 | 12                | 2                 | 3                 | 3                 | 3                 | 2                 | 1                 | - ARIA: Platina - BPI: Guld - RIAA: Platina                                                                                                  | A Girl like Me               |
| "Unfaithful"                                                                        | 2006 | 2                 | 3                 | 1                 | 7                 | 2                 | 2                 | 4                 | 1                 | 2                 | 6                 | - ARIA: Guld - BEA: Guld - BPI: Platina - IFPI SWI: Guld - RIAA: Platina                                                                     | A Girl like Me               |
| "We Ride"                                                                           | 2006 | 24                | 40                | —                 | —                 | 45                | 17                | 8                 | 42                | 17                | —[A]              | | A Girl like Me               |
| "Break It Off" (med Sean Paul)                                                      | 2006 | —                 | 60                | 19                | —                 | —                 | —                 | —                 | —                 | —                 | 9                 | | A Girl like Me               |
| "Umbrella" (med Jay-Z)                                                              | 2007 | 1                 | 1                 | 1                 | 6                 | 1                 | 1                 | 1                 | 1                 | 1                 | 1                 | - ARIA: Platina - BEA: Platina - BPI: 2× Platina - BVMI: Platina - IFPI SWI: Guld - RIAA: 4× Platina - RIANZ: Platina                        | Good Girl Gone Bad           |
| "Shut Up and Drive"                                                                 | 2007 | 4                 | 9                 | 6                 | —                 | 6                 | 5                 | 12                | 14                | 5                 | 15                | - ARIA: Guld - BPI: Silver - RIAA: Platina                                                                                                   | Good Girl Gone Bad           |
| "Hate That I Love You" (med Ne-Yo)                                                  | 2007 | 14                | 23                | 17                | 16                | 11                | 13                | 6                 | 13                | 15                | 7                 | - ARIA: Guld - BPI: Guld - RIAA: Platina - RIANZ: Guld                                                                                       | Good Girl Gone Bad           |
| "Don't Stop the Music"                                                              | 2007 | 1                 | 1                 | 2                 | 1                 | 1                 | 6                 | 3                 | 1                 | 4                 | 3                 | - ARIA: Platina - BEA: Platina - BPI: Platina - BVMI: Guld - RIAA: 3× Platina - RIANZ: Platina                                               | Good Girl Gone Bad           |
| "Take a Bow"                                                                        | 2008 | 3                 | 13                | 1                 | 12                | 6                 | 1                 | 2                 | 7                 | 1                 | 1                 | - ARIA: Platina - BPI: Platina - RIAA: 2× Platina - RIANZ: Platina                                                                           | Good Girl Gone Bad: Reloaded |
| "Disturbia"                                                                         | 2008 | 6                 | 1                 | 2                 | 3                 | 5                 | 4                 | 1                 | 4                 | 3                 | 1                 | - ARIA: Platina - BEA: Platina - BPI: Platina - RIAA: 4× Platina - RIANZ: Platina                                                            | Good Girl Gone Bad: Reloaded |
| "Rehab"                                                                             | 2008 | 26                | 64                | 19                | —                 | 4                 | 22                | 12                | 13                | 16                | 18                | - BPI: Silver - RIANZ: Guld | Good Girl Gone Bad           |
| "Russian Roulette"                                                                  | 2009 | 7                 | 5                 | 9                 | 4                 | 2                 | 5                 | 9                 | 1                 | 2                 | 9                 | - ARIA: Guld - BPI: Guld - IFPI SWI: Guld - RIANZ: Guld                                                                                      | Rated R                      |
| "Hard" (med Young Jeezy)                                                            | 2009 | 51                | —                 | 9                 | —                 | —                 | 33                | 15                | —                 | 42                | 8                 | - RIAA: Platina | Rated R                      |
| "Wait Your Turn"                                                                    | 2009 | 82                | —                 | —                 | —                 | —                 | 32                | —                 | —                 | 45                | —[B]              | | Rated R                      |
| "Rude Boy"                                                                          | 2010 | 1                 | 3                 | 7                 | 8                 | 4                 | 3                 | 3                 | 5                 | 2                 | 1                 | - ARIA: 2× Platina - BEA: Guld - BPI: Platina - IFPI SWI: Guld - RIAA: 2× Platina - RIANZ: Platina                                           | Rated R                      |
| "Rockstar 101" (med Slash)                                                          | 2010 | 24                | —                 | —                 | —                 | —                 | —                 | —                 | —                 | —                 | 64                | | Rated R                      |
| "Te Amo"                                                                            | 2010 | 22                | 10                | 66                | —                 | 11                | 16                | —                 | 9                 | 14                | —                 | - ARIA: Guld - BPI: Silver - IFPI SWI: Guld                                                                                                  | Rated R                      |
| "Only Girl (In the World)"                                                          | 2010 | 1                 | 2                 | 1                 | 2                 | 2                 | 1                 | 1                 | 2                 | 1                 | 1                 | - ARIA: 5× Platina - BEA: Platina - BPI: 2× Platina - BVMI: Platina - IFPI SWI: 2× Platina - RIAA: 3× Platina - RIANZ: Platina               | Loud                         |
| "What's My Name?" (med Drake)                                                       | 2010 | 18                | 28                | 5                 | 16                | 12                | 3                 | 3                 | 13                | 1                 | 1                 | - ARIA: Platina - BPI: Platina - IFPI SWI: Guld - RIAA: 2× Platina - RIANZ: Platina                                                          | Loud                         |
| "Raining Men" (med Nicki Minaj)                                                     | 2010 | —                 | —                 | —                 | —                 | —                 | —                 | —                 | —                 | 142               | —[C]              | | Loud                         |
| "S&M"                                                                               | 2011 | 1                 | 3                 | 1                 | 3                 | 2                 | 3                 | 2                 | 2                 | 3                 | 1                 | - ARIA: 4× Platina - BEA: Guld - BPI: Platina - BVMI: Guld - IFPI SWI: Platina - RIAA: 3× Platina - RIANZ: Platina                           | Loud                         |
| "California King Bed"                                                               | 2011 | 4                 | 9                 | 20                | 30                | 8                 | 11                | 4                 | 10                | 8                 | 37                | - ARIA: Platina - BPI: Guld - IFPI SWI: Guld - RIANZ: Guld                                                                                   | Loud                         |
| "Man Down"                                                                          | 2011 | —                 | 3                 | 63                | 1                 | —                 | —                 | —                 | 9                 | 54                | 59                | - BEA: Guld - BPI: Silver - IFPI SWI: Guld                                                                                                   | Loud                         |
| "Cheers (Drink to That)"                                                            | 2011 | 6                 | 62                | 6                 | 64                | —                 | 16                | 5                 | 66                | 15                | 7                 | - ARIA: 2× Platina - BPI: Silver - RIAA: Platina - RIANZ: Platina                                                                            | Loud                         |
| "We Found Love" (med Calvin Harris)                                                 | 2011 | 2                 | 3                 | 1                 | 1                 | 1                 | 1                 | 1                 | 1                 | 1                 | 1                 | - ARIA: 6× Platina - BEA: Platina - BPI: 2× Platina - BVMI: Guld - IFPI SWI: 2× Platina - RIAA: 7× Platina - RIANZ: 3× Platina               | Talk That Talk               |
| "You da One"                                                                        | 2011 | 26                | 50                | 12                | 23                | —                 | 12                | 10                | 36                | 16                | 14                | - ARIA: Platina - BPI: Silver - RIAA: Platina - RIANZ: Guld                                                                                  | Talk That Talk               |
| "Talk That Talk" (med Jay-Z)                                                        | 2012 | 28                | 54                | 30                | 24                | —                 | 22                | 37                | 11                | 25                | 31                | - ARIA: Guld - BPI: Silver - RIAA: Guld | Talk That Talk               |
| "Princess of China" (med Coldplay)                                                  | 2012 | 16                | 20                | 17                | 24                | 41                | 5                 | 8                 | 20                | 4                 | 20                | - ARIA: Platina - BPI: Platina - RIANZ: Guld                                                                                                 | Mylo Xyloto                  |
| "Birthday Cake" (med Chris Brown)                                                   | 2012 | —                 | —                 | —                 | —                 | —                 | —                 | —                 | —                 | —                 | 24                | - RIAA: Platina | Talk That Talk               |
| "Where Have You Been"                                                               | 2012 | 6                 | 9                 | 5                 | 2                 | 17                | 8                 | 4                 | 15                | 6                 | 5                 | - ARIA: 2× Platina - BEA: Guld - BPI: Platina - RIAA: Platina - RIANZ: Platina                                                               | Talk That Talk               |
| "Cockiness (Love It) Remix" (med ASAP Rocky)                                        | 2012 | —                 | —                 | —                 | —                 | —                 | —                 | —                 | —                 | —                 | —[D]              | | Talk That Talk               |
| "Diamonds"                                                                          | 2012 | 6                 | 3                 | 1                 | 1                 | 1                 | 2                 | 2                 | 1                 | 1                 | 1                 | - ARIA: 4× Platina - BEA: Platina - BPI: 2× Platina - BVMI: Platina - IFPI SWI: 2× Platina - MC: Guld - RIAA: 2× Platina - RIANZ: 2× Platina | Unapologetic                 |
| "Stay" (med Mikky Ekko)                                                             | 2013 | 4                 | 3                 | 1                 | 2                 | 2                 | 2                 | 4                 | 2                 | 4                 | 3                 | - ARIA: 3× Platina - BEA: Guld - BPI: Platina - RIAA: Platina - RIANZ: 2× Platina                                                            | Unapologetic                 |
| "Pour It Up"                                                                        | 2013 | —                 | —                 | 49                | 92                | —                 | —                 | —                 | —                 | 70                | 19                | - BPI: Silver | Unapologetic                 |
| "Right Now" (med David Guetta)                                                      | 2013 | 39                | 46                | 32                | 31                | 46                | 77                | —                 | 32                | 36                | —                 | | Unapologetic                 |
| "Work" (med Drake)                                                                  | 2016 | 5                 | 6                 | 1                 | 1                 | 5                 | 2                 | 2                 | 9                 | 2                 | 1                 | - ARIA: Guld - BPI: 2× Platina | Anti                         |
| "Kiss It Better"                                                                    | 2016 | 48                | —                 | 54                | 76                | —                 | 66                | —                 | —                 | 46                | 62                | - BPI: Silver | Anti                         |
| "Needed Me"                                                                         | 2016 | 44                | —                 | 25                | 94                | 57                | 47                | 14                | 45                | 38                | 7                 | - BPI: Platina | Anti                         |
| "—" betecknar en inspelning som ej har kartlagts eller släppts till ett visst land. |      |                   |                   |                   |                   |                   |                   |                   |                   |                   |                   | |                              |

### Som gästartist
| Titel                                                                               | År   | Högsta positioner | Högsta positioner | Högsta positioner | Högsta positioner | Högsta positioner | Högsta positioner | Högsta positioner | Högsta positioner | Högsta positioner | Högsta positioner | Certifikat | Album                                                         |
| Titel                                                                               | År   | AUS               | BEL (FL)          | CAN               | FRA               | GER               | IRL               | NZ                | SWI               | UK                | US                | Certifikat | Album                                                         |
| ----------------------------------------------------------------------------------- | ---- | ----------------- | ----------------- | ----------------- | ----------------- | ----------------- | ----------------- | ----------------- | ----------------- | ----------------- | ----------------- | --- | ------------------------------------------------------------- |
| "Roll It" (J-Status med Rihanna)                                                    | 2007 | —                 | —                 | —                 | —                 | 33                | —                 | —                 | 89                | —                 | —                 | | The Beginning                                                 |
| "If I Never See Your Face Again" (Maroon 5 med Rihanna)                             | 2008 | 11                | 68                | 12                | —                 | —                 | 16                | 21                | 52                | 28                | 51                | - ARIA: Guld                                                                                                  | It Won't Be Soon Before Long och Good Girl Gone Bad: Reloaded |
| "Live Your Life" (T.I. med Rihanna)                                                 | 2008 | 3                 | 15                | 4                 | 17                | 12                | 3                 | 2                 | 8                 | 2                 | 1                 | - ARIA: Platina - RIAA: 3× Platina - RIANZ: Platina                                                           | Paper Trail                                                   |
| "Run This Town" (Jay-Z med Rihanna och Kanye West)                                  | 2009 | 9                 | 28                | 6                 | —                 | 18                | 3                 | 9                 | 9                 | 1                 | 2                 | - ARIA: Platina - RIAA: 2× Platina - RIANZ: Guld                                                              | The Blueprint 3                                               |
| "Love the Way You Lie" (Eminem med Rihanna)                                         | 2010 | 1                 | 1                 | 1                 | 3                 | 1                 | 1                 | 1                 | 1                 | 2                 | 1                 | - ARIA: 7× Platina - BEA: Guld - BVMI: Platina - IFPI SWI: 3× Platina - RIAA: 11× Platina - RIANZ: 2× Platina | Recovery                                                      |
| "Who's That Chick?" (David Guetta med Rihanna)                                      | 2010 | 7                 | 6                 | 26                | 5                 | 6                 | 4                 | 8                 | 8                 | 6                 | 51                | - ARIA: 2× Platina - BEA: Guld - BPI: Silver - BVMI: Guld - RIANZ: Platina                                    | One More Love                                                 |
| "All of the Lights" (Kanye West med Rihanna och Kid Cudi)                           | 2011 | 24                | —                 | 53                | 52                | —                 | 13                | 13                | 46                | 15                | 18                | - ARIA: Platina - RIAA: Platina - RIANZ: Guld                                                                 | My Beautiful Dark Twisted Fantasy                             |
| "Fly" (Nicki Minaj med Rihanna)                                                     | 2011 | 18                | 74                | 55                | —                 | —                 | 14                | 13                | —                 | 16                | 19                | - ARIA: Guld - RIAA: Platina                                                                                  | Pink Friday                                                   |
| "Take Care" (Drake med Rihanna)                                                     | 2012 | 9                 | 36                | 15                | 27                | —                 | 18                | 6                 | 50                | 9                 | 7                 | - ARIA: 2× Platina - MC: 2× Platina - RIAA: 2× Platina - RIANZ: Platina                                       | Take Care                                                     |
| "Bad (Remix)" (Wale med Rihanna)                                                    | 2013 | —                 | —                 | —                 | —                 | —                 | —                 | —                 | —                 | —                 | —                 | | The Gifted                                                    |
| "The Monster" (Eminem med Rihanna)                                                  | 2013 | 1                 | 2                 | 1                 | 1                 | 3                 | 1                 | 1                 | 1                 | 1                 | 1                 | | The Marshall Mathers LP 2                                     |
| "Can't Remember to Forget You" (Shakira med Rihanna)                                | 2014 | 18                | 9                 | 19                | 5                 | 8                 | 7                 | 32                | 7                 | 11                | 15                | | Shakira                                                       |
| "FourFiveSeconds" (Kanye West med Paul McCartney och Rihanna)                       | 2015 | 1                 | 5                 | 3                 | 2                 | 3                 | 1                 | 1                 | 3                 | 3                 | 4                 | | i.u.                                                          |
| "This Is What You Came For" (Calvin Harris med Rihanna)                             | 2016 | 1                 | 4                 | 1                 | 5                 | 5                 | 1                 | 2                 | 4                 | 2                 | 3                 | | i.u.                                                          |
| "Too Good" (Drake med Rihanna)                                                      | 2016 | 3                 | 9                 | 9                 | 29                | 30                | 11                | 4                 | 25                | 3                 | 14                | | Views                                                         |
| "Selfish" (Future med Rihanna)                                                      | 2017 | 37                | —                 | 28                | 34                | —                 | 78                | 17                | 51                | 94                | 37                | | Hndrxx                                                        |
| "Wild Thoughts" (DJ Khaled med Rihanna och Bryson Tiller)                           | 2017 | 2                 | 5                 | 2                 | 2                 | 4                 | 3                 | 2                 | 3                 | 1                 | 2                 | | Grateful                                                      |
| "Loyalty" (Kendrick Lamar med Rihanna)                                              | 2017 | 20                | —                 | 12                | 41                | 53                | 18                | 15                | 35                | 27                | 14                | | Damn                                                          |
| "—" betecknar en inspelning som ej har kartlagts eller släppts till ett visst land. |      |                   |                   |                   |                   |                   |                   |                   |                   |                   |                   | |                                                               |